# Institute for Colored Youth
L'Institute for Colored Youth fu fondato nel 1837 a Filadelfia, in Pennsylvania, negli Stati Uniti. Fu il primo college per afroamericani negli Stati Uniti, anche se prima di esso esistevano scuole che ammettevano afroamericani. All'epoca, la politica pubblica e alcune disposizioni di legge proibivano l'istruzione dei neri in varie parti della nazione e la schiavitù era radicata in tutto il sud. L'istituto fu seguito da altre due istituzioni nere: la Lincoln University in Pennsylvania (1854) e la Wilberforce University in Ohio (1856). Il secondo sito dell'Institute for Colored Youth, tra la Nona e Bainbridge Street a Filadelfia, è stato inserito nel Registro nazionale dei luoghi storici nel 1986. È noto anche come Samuel J. Randall School. Nel 1865 fu costruito un edificio in mattoni a tre piani e tre campate, in stile italiano. Dopo il trasferimento a Cheyney, Pennsylvania, nella Contea di Delaware, Pennsylvania, il nome fu cambiato in Università Cheyney della Pennsylvania.
L'Istituto è stato inserito nel Registro Nazionale dei Luoghi Storici il 4 dicembre 1986 al n. 86003324, designato dalla Commissione storica e museale della Pennsylvania nel 1991

## Storia

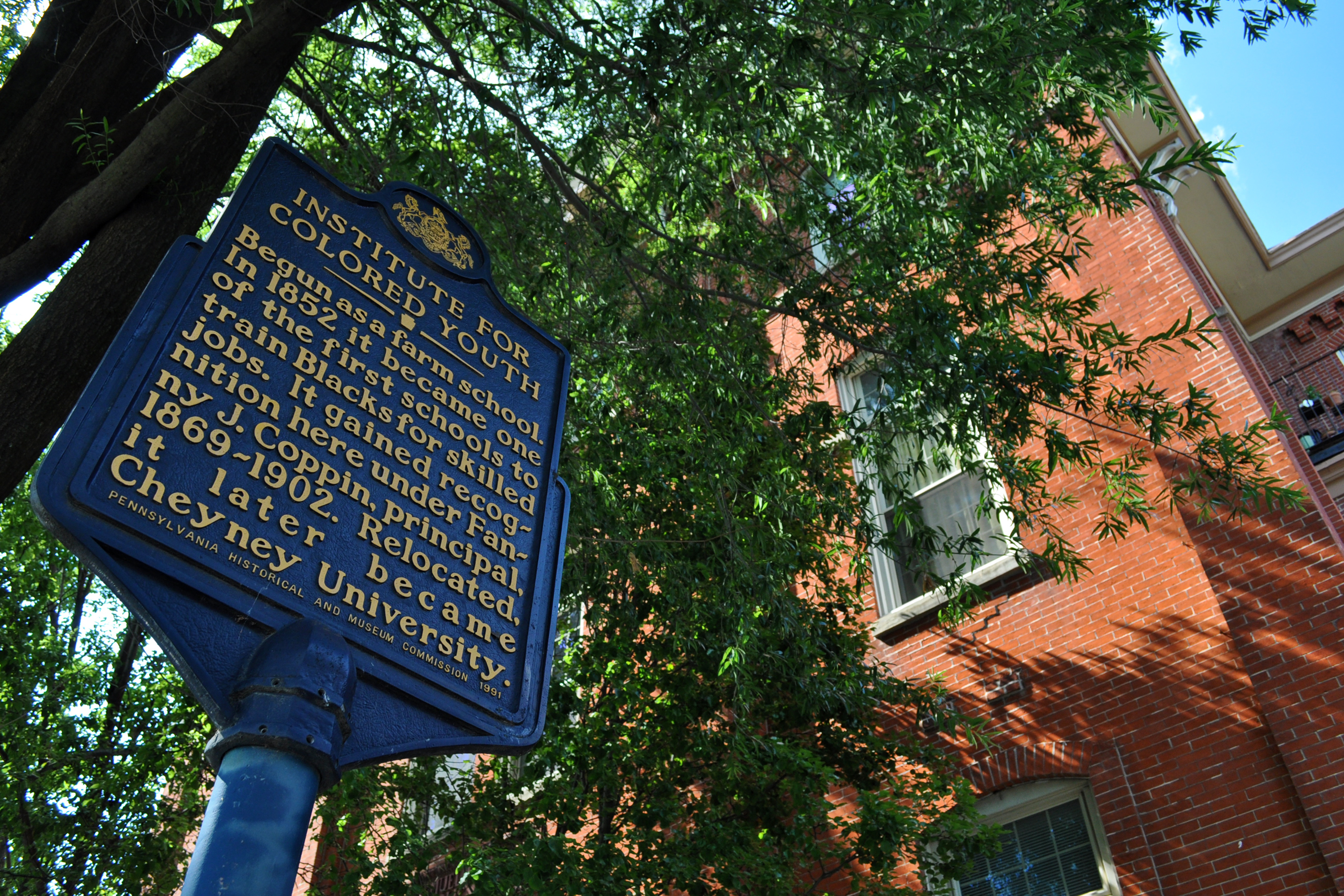
Institute for Colored Youth Building Historical Marker

L'Istituto fu fondato come Istituto Africano da Richard Humphreys, un filantropo quacchero che lasciò in eredità 10.000 dollari, un decimo del suo patrimonio, per progettare e istituire una scuola per l'istruzione delle persone di origine africana. Nato in una piantagione nelle Indie Occidentali, Humphreys giunse a Filadelfia nel 1764, dove si preoccupò delle lotte degli afroamericani liberi per guadagnarsi da vivere. Le notizie delle rivolte di Cincinnati del 1829 spinsero Humphreys a scrivere il suo testamento, nel quale incaricava tredici compagni quaccheri di progettare un'istituzione “per istruire i discendenti della razza africana nell'apprendimento scolastico, nei vari rami delle arti meccaniche, dei mestieri e dell'agricoltura, al fine di prepararli e di renderli idonei e qualificati ad agire come insegnanti....”.
Utilizzando il denaro lasciato in eredità da Humphreys, i quaccheri formarono un'organizzazione nel 1837. La scuola fu presto ribattezzata Institute for Colored Youth. Per diversi anni si sperimentò l'istruzione agricola e industriale, nonché l'apprendistato commerciale per i bambini afroamericani. Nel 1851 i Dirigenti, come venivano chiamati i Quaccheri, decisero invece di concentrarsi sul desiderio di Humphreys di formare i bambini afroamericani a diventare insegnanti. Nel 1852, i Dirigenti aprirono il primo edificio dell'Istituto per la gioventù di colore al 716-718 di Lombard Street a Filadelfia. Grace A. Mapps fu nominata responsabile del “Dipartimento femminile”.
L'Accademia Noyes nel New Hampshire l'aveva preceduta e c'erano stati tentativi di fondare un college per afroamericani a New Haven, nel Connecticut, ma gli sforzi per formare il college furono fermati dall'opposizione dei bianchi e la scuola fu distrutta dagli attacchi della folla. A Prudence Crandall non fu permesso di ammettere una ragazza afroamericana nel suo Canterbury Female Boarding School. Convertì il collegio in uno per sole ragazze afroamericane, ma fu incarcerata per i suoi sforzi e nello Stato furono approvate leggi sui neri. La scuola chiuse dopo gli attacchi della folla.
Sebbene gestito dal Consiglio direttivo quacchero, il corpo docente dell'Istituto per la gioventù di colore era composto interamente da uomini e donne afroamericani. L'Istituto comprendeva scuole superiori maschili e femminili, oltre a una scuola preparatoria, talvolta nota come Brown Preparatory School. La scuola offriva un'educazione classica ai giovani afroamericani di Filadelfia, con un programma di studi che comprendeva matematica avanzata, scienze, inglese, filosofia, varie scienze sociali e lingue classiche.

## Sviluppo
Ebenezer Don Carlos Bassett, che in seguito fu ambasciatore degli Stati Uniti ad Haiti dal 1869 al 1877, fu il direttore della scuola dal 1857 al 1869.
Nel 1861 i direttori riconobbero la necessità di una struttura migliore per la loro scuola in crescita. Dopo una vasta campagna di raccolta fondi, i dirigenti acquistarono un lotto al 915 di Bainbridge Street. Il nuovo edificio dell'Institute for Colored Youth fu inaugurato il 9 marzo 1866. Era in grado di ospitare il doppio degli studenti rispetto alla scuola originaria e disponeva di strutture come un'aula magna e un laboratorio di chimica.

## Trasferimento a Cheyney
Nel 1902 sotto la guida del nuovo preside Hugh M. Browne, l'Istituto si trasferì nella fattoria di George Cheyney, a 25 miglia (40 km) a ovest di Filadelfia, e in seguito il nome “Cheyney” venne associato alla scuola.
Allo stesso tempo, il consiglio di amministrazione interamente bianco eliminò il programma collegiale, licenziò tutti gli insegnanti, compreso Edward Bouchet, e li sostituì con istruttori che seguivano la dottrina dell'educazione industriale di Booker T. Washington.

## Utilizzo attuale
La Randall School House è ora utilizzata come condominio.

## Ex alunni di rilievo

### Accademici
- Frazelia Campbell
- James B. Dudley

### Artisti
- Robert Douglass Jr.
- Sarah Mapps Douglass

### Educatori
- Lucy Addison
- James M. Baxter
- Octavius Valentine Catto
- Jacob C. White Jr.
- Caroline LeCount

### Vari
- Julian F. Abele, architetto
- Rebecca Cole,[13] medico
- John Wesley Cromwell, avvocato[14]
- Emilie Davis, diarista
- John H. Smythe, diplomatico
- Josephine Silone Yates, farmacista